# رانشتادت
رانشتادت (به آلمانی: Ranstadt) یک شهر در آلمان است که در وتراوکرایس واقع شده‌است.